# Rosa (ime)
Rosa je žensko osebno ime.

## Izvor imena
Ime Rosa je različica ženskega osebnega imena Roza.

## Pogostost imena
Po podatkih Statističnega urada Republike Slovenije je bilo na dan 31. decembra 2007 v Sloveniji število ženskih oseb z imenom Rosa: 130.

## Osebni praznik
Osebe z imenom Rosa lahko godujejo takrat kot osebe z imenom Roza.

## Znane osebe
- Rosa Luxemburg, nemška marksistična politična teoretičarka